# エタノールアミンオキシダーゼ
エタノールアミンオキシダーゼ(ethanolamine oxidase)は、次の化学反応を触媒する酸化還元酵素である。
エタノールアミン + H2O + O2 {\displaystyle \rightleftharpoons } グリコールアルデヒド + NH3 + H2O2
反応式の通り、この酵素の基質はエタノールアミンとH2OとO2、生成物はグリコールアルデヒドとNH3とH2O2である。補因子としてコバルトとコバミドを用いる。
組織名はethanolamine:oxygen oxidoreductase (deaminating)である。